# Clemens Thieme (Architekt)

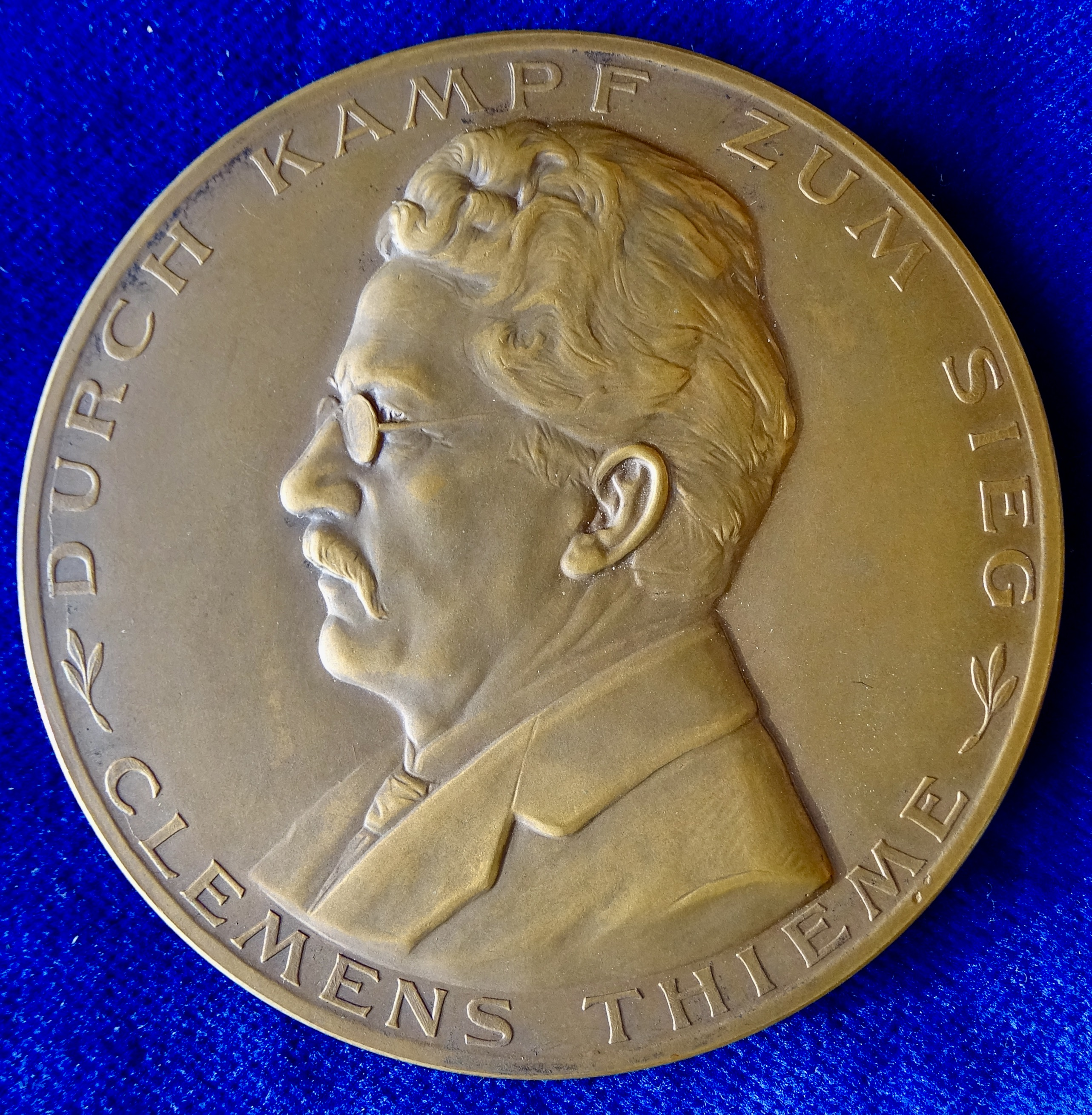
Medaille 1913 mit Clemens Thiemes Porträt vom Leipziger Juwelier Heinrich Schneider

Clemens Thieme
im Alter von 33 Jahren (1894)

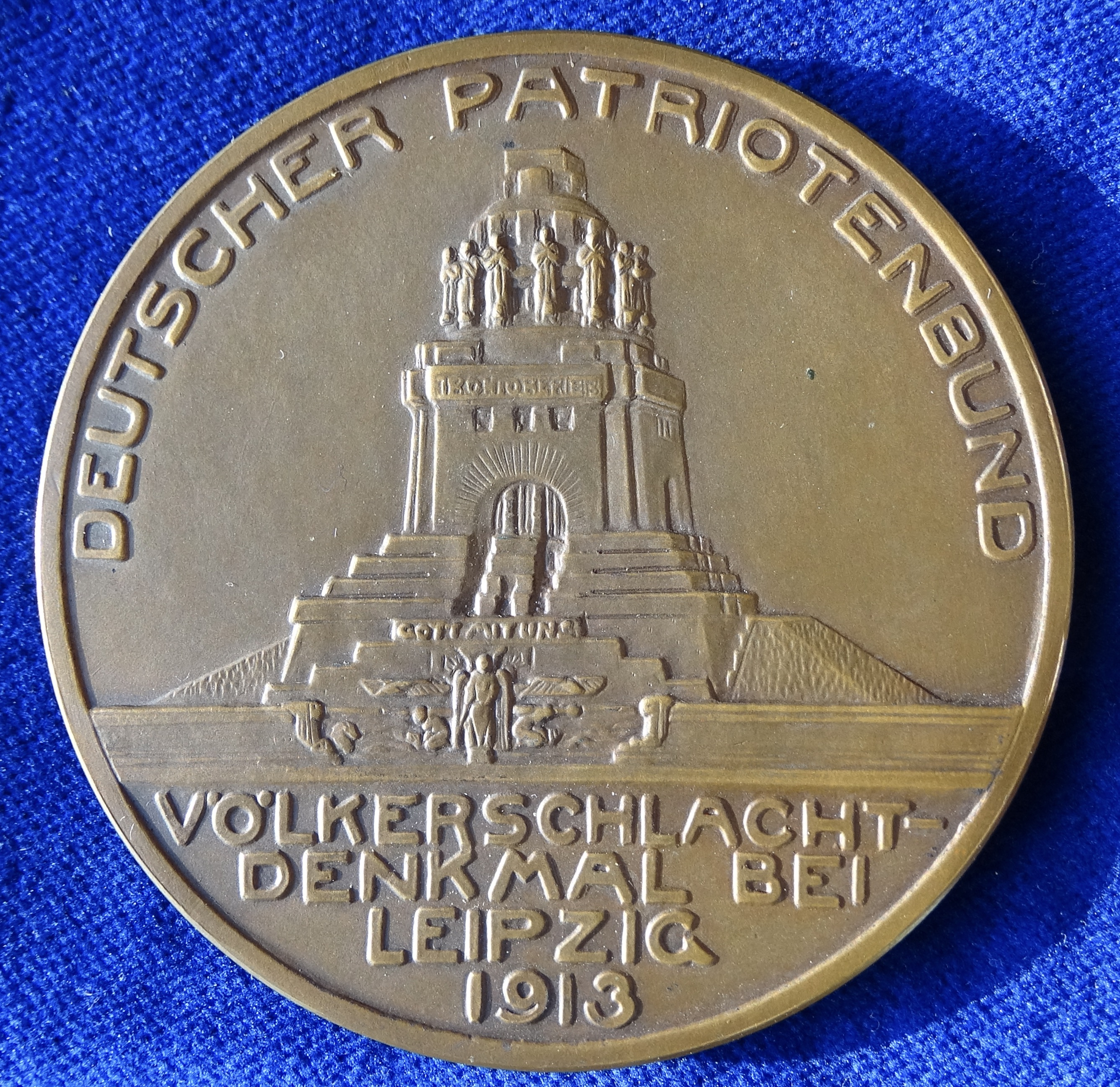
Das Völkerschlachtdenkmal auf der Rückseite von Thiemes Medaille

Clemens Thieme (* 13. Mai 1861 in Borna; † 11. November 1945 in Leipzig) war ein deutscher Architekt. Er initiierte den Bau des Völkerschlachtdenkmals in Leipzig.

## Leben

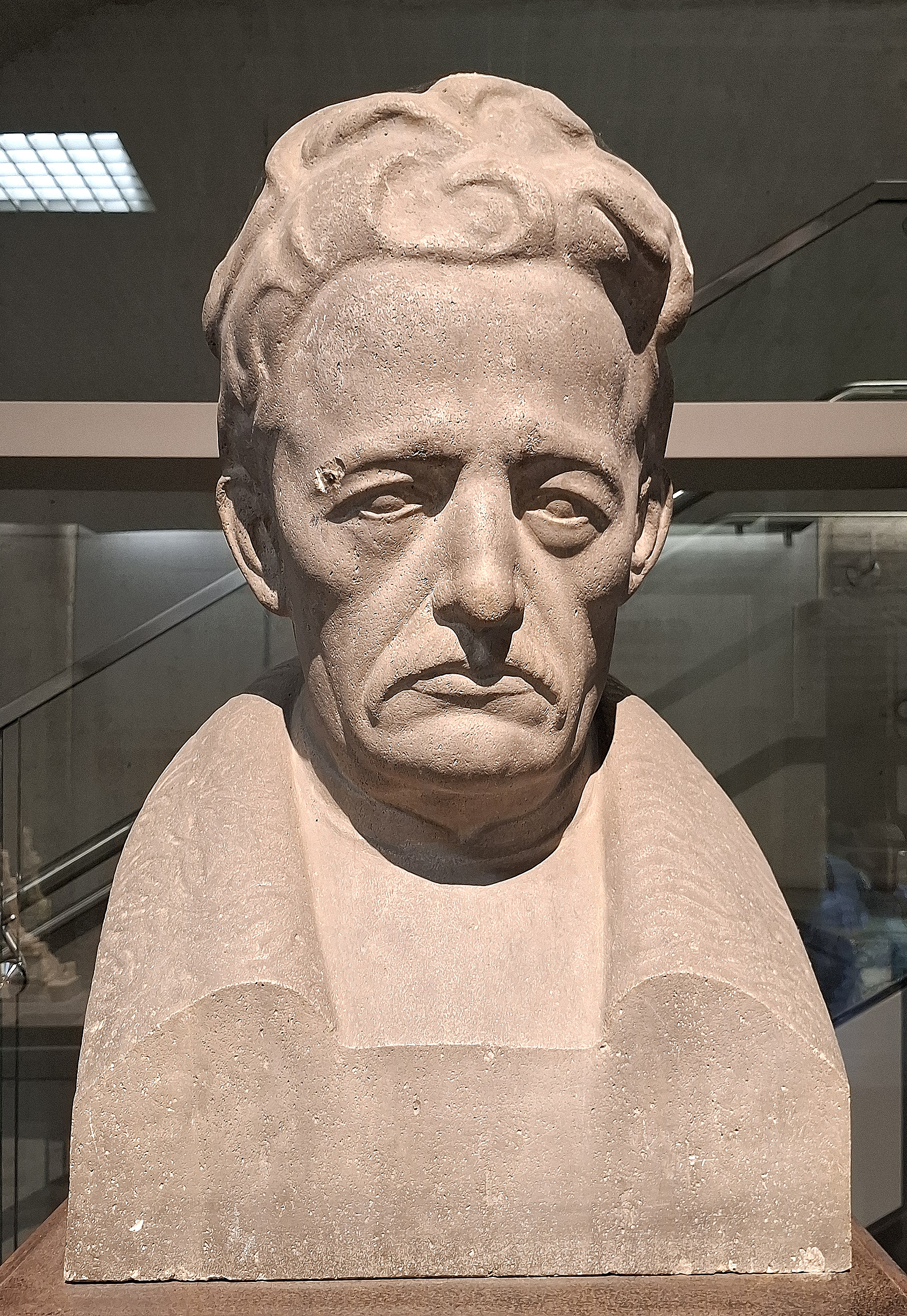
Büste von Clemens Thieme im Eingangsbereich Völkerschlachtdenkmal

Clemens Thieme war der Sohn eines kleinen Beamten. Nach einem Architekturstudium an der Königlich Sächsischen Baugewerkeschule Leipzig und am Polytechnikum Dresden wirkte er ab 1887 als selbstständiger Architekt in Leipzig. Einige von ihm errichtete Wohnhäuser sind erhalten.
Thieme war auch Projektleiter des Königreichs Sachsen beim Bau des Leipziger Hauptbahnhofs, wobei er sich für die Variante des zentralen Kopfbahnhofs einsetzte.
Sein wohl wichtigstes Verdienst war seine Initiative für den Bau des Völkerschlachtdenkmals. Der Grundstein war bereits 1863 zum 50. Jubiläum der Völkerschlacht gelegt worden. Danach ruhte der Weiterbau. Im Jahr 1892 übernahm Thieme die Aufgabe, die schon mehrfach gescheiterten Bemühungen um die Errichtung eines Nationaldenkmals für die Völkerschlacht zu forcieren. Er initiierte im Jahr 1894 die Gründung des Deutschen Patriotenbundes und organisierte die Finanzierung des Denkmalbaus. Dazu rief er zu Spenden auf und ließ eine Lotterie einrichten. Der Entwurf des Architekten Bruno Schmitz (1858–1916) wurde von Thieme in wesentlichen Punkten abgeändert bzw. ergänzt; so zum Beispiel der Einbau der Krypta und die Anbringung der Freiheitswächter und des Gipfelsteins. Die Bauausführung erfolgte ebenfalls unter der Leitung von Thieme.
Thieme gilt auch als einer der Initiatoren der Sächsisch-Thüringischen Industrie- und Gewerbeausstellung Leipzig 1897.
Seit 1888 war Thieme Mitglied der Leipziger Freimaurerloge Apollo. Hier war er gemäß der Gradeinteilung Meister vom Stuhl.

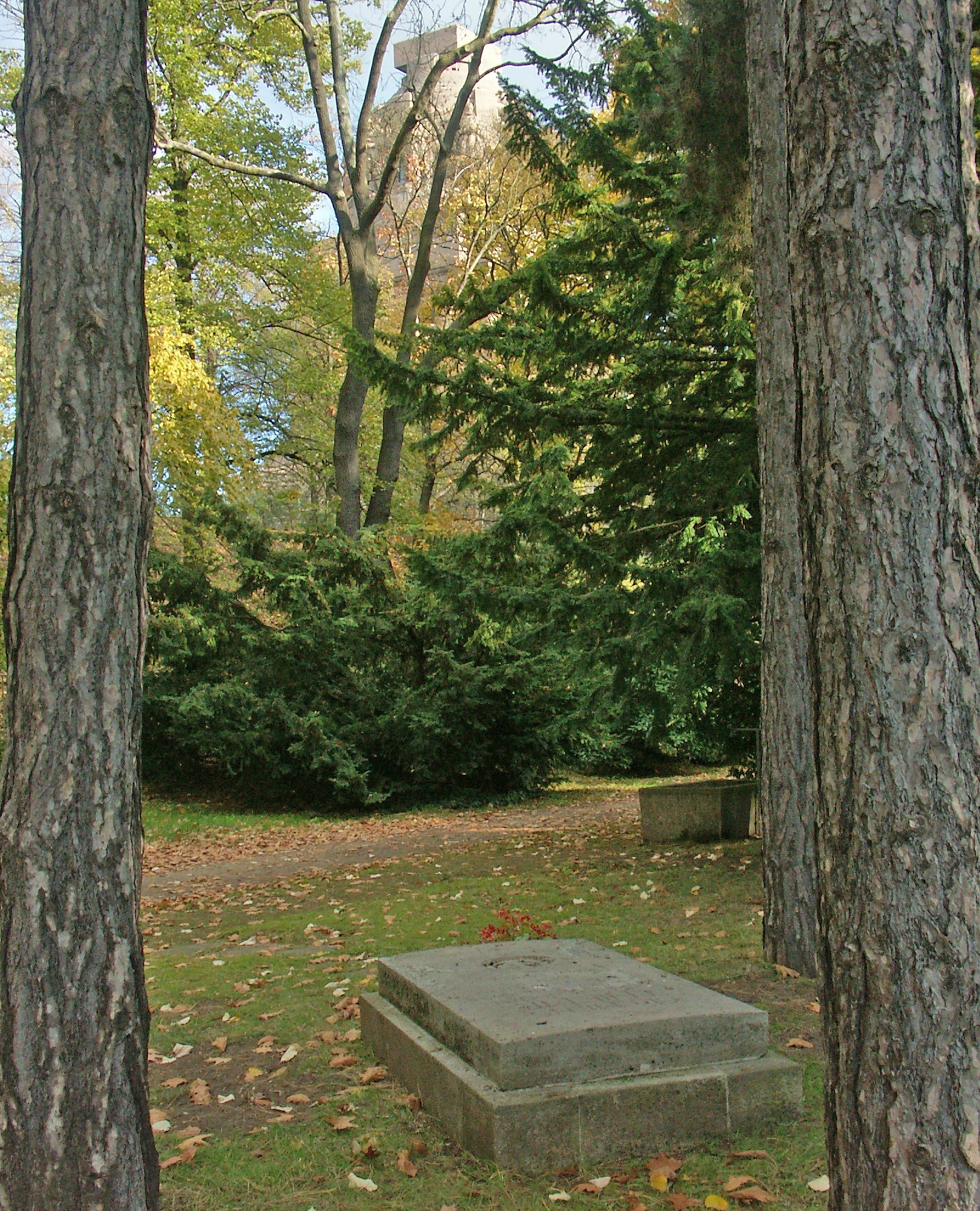
Sein Grab mit Blickrichtung Völkerschlachtdenkmal (2010)

Clemens Thieme starb im Alter von 84 Jahren am 11. November 1945 in Leipzig. Er wurde auf dem Leipziger Südfriedhof am Fuße des Völkerschlachtdenkmals beigesetzt (XII. Abt./Wahlstelle 164). Die Grabstelle wurde zum Ehrengrab umgestaltet.

## Ehrungen

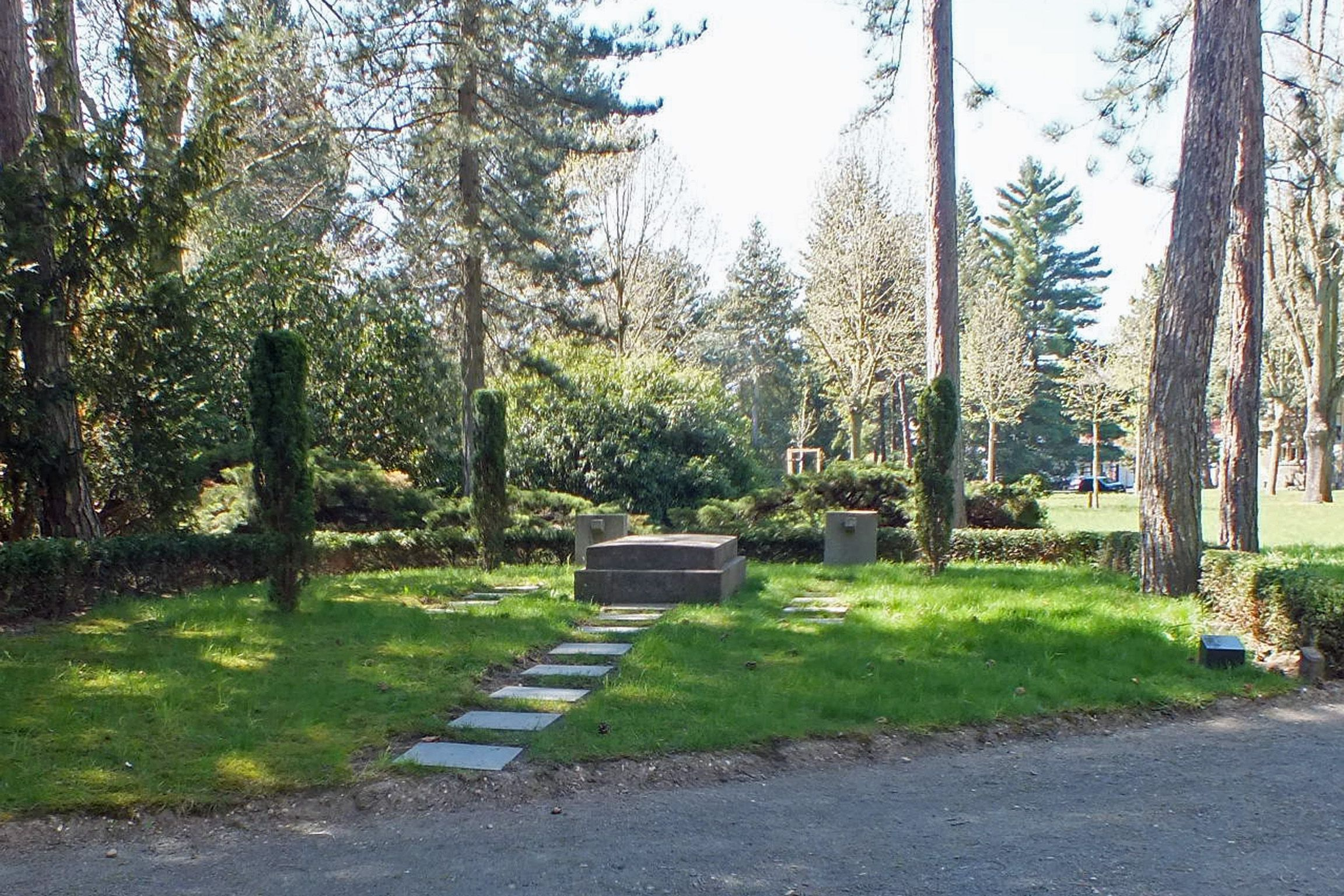
Grabstelle zum Ehrengrab umgestaltet (2019)

- Im Jahr 1913 wurde Thieme in Würdigung seiner Verdienste um den Bau des im gleichen Jahr eingeweihten Völkerschlachtdenkmals zum Ehrenbürger der Stadt Leipzig ernannt.
- Kaiser Wilhelm II. verlieh Thieme anlässlich der Einweihung des Völkerschlachtdenkmals 1913 den Roten Adlerorden 4. Klasse. Die sächsische Presse wertete diese „Ehrung“ angesichts der niedrigen Ordensklasse als Affront.[5] Der Überlieferung nach wies Thieme den Orden zurück.[6]
- Er trug den nichtakademischen Titel Geheimer Hofrat.
- Im Jahr 2001 wurde eine Straße im Leipziger Stadtteil Liebertwolkwitz nach Thieme benannt (Clemens-Thieme-Straße).
- In seiner Heimatstadt Borna wurde die Grundschule „Clemens Thieme“ nach ihm benannt.

## Bauten (Auswahl)
- Körnerplatz 7 (1890)
- Paul-Gruner-Straße 16 (1888–1890)
- Beethovenstraße 31 (1895)
- Nordplatz 1 (1888–1890)
- Tschaikowskistraße 4[1]
- An der Verfassungslinde 22 (Lagergebäude des Musikverlages C. F. Peters)[2]
- Völkerschlachtdenkmal (1898–1913, Initiator und Bauherr)
- Hauptbahnhof Leipzig (1909–1915, Projektleitung)